# Ivan Bebek
Ivan Bebek (Fiume, 30 maggio 1977) è un arbitro di calcio croato.

## Carriera
Bebek è internazionale dal 2003. Nel 2006 fu selezionato dalla UEFA per il campionato europeo under-19 in Polonia, di cui diresse due partite. Nel 2007 viene selezionato dalla FIFA per il mondiale under-17 in Corea del Sud. È stato selezionato come ufficiale di bordo campo per gli Europei 2008 in Austria e Svizzera. Ha diretto diversi incontri della Coppa UEFA ed ha esordito il 6 novembre 2007 in Lazio - Werder Brema nei gironi della Champions League.
Debutta nella massima divisione croata nel 2000 all'età di soli 23 anni, proprio mentre il padre era a capo della commissione arbitrale. In passato era stato anche campione nazionale di karate a livello giovanile.
Nel settembre 2009 viene convocato, per la prima volta, al Campionato mondiale di calcio Under-20 in programma in Egitto.
Era stato inserito nell'elenco dei 38 pre-selezionati rimasti in corsa per i Mondiali di calcio in Sudafrica nel 2010, ma è stato scartato nel taglio finale.
Nel giugno 2013 è selezionato dall'UEFA per dirigere agli Europei under 21 in Israele.. In questa competizione dirige due partite della fase a gironi e viene successivamente designato in qualità di quarto ufficiale, per la finale tra Spagna ed Italia.
Nel marzo 2014 fa il suo esordio nella fase ad eliminazione diretta della Champions League dirigendo un match di ritorno degli ottavi di finale.
Nel marzo 2015 viene resa nota dalla FIFA la sua convocazione al Mondiale Under 20, in programma tra maggio e giugno 2015 in Nuova Zelanda. Si tratta della seconda apparizione in questa manifestazione, dopo il già citato precedente di Egitto 2009.

### Fonti
- Sito della FIFA, su FIFA.com.
- Sito della UEFA, su UEFA.com.
- Sito di curiosità sugli arbitri, su worldreferee.com.